# Inácio José de Oliveira Guimarães
Inácio José de Oliveira Guimarães (1800 — 1850) foi um político e fazendeiro brasileiro.
Casou com Teresa da Silva Santos e mais tarde com Perpétua Justa Gonçalves, filha do General Bento Gonçalves. Foi chefe de polícia e líder político no Boqueirão. Durante a  toda Revolução Farroupilha deu apoio logístico aos farrapos, através dos escravos, fornecendo cavalos e gado, construção e reparo de barcaças e lanchões.
Foi eleito deputado na Assembleia Constituinte e Legislativa Farroupilha, em 1842.  Era também 4º vice-presidente da República Rio-Grandense 